# Tejo de Pastur
El tejo de Pastur es un árbol centenario perteneciente a la especie taxus baccata, que se encuentra en la localidad de Pastur al lado del Santuario Mariano de Nuestra Señora de Pastur en el concejo de Illano. 
Según cronistas locales, los tejos tenían un carácter mágico para los primitivos celtas, y eran utilizados en rituales. En varias ocasiones la Iglesia ha edificado sus templos al lado de tejos, y de otros árboles. 
En 2008 las dimensiones del tejo de Pastur eran de 17,5 m de altura, 20 m de copa y algo más de 4 m de perímetro, lo que indica que puede tener unos trescientos o cuatrocientos años, aunque muchos vecinos de la zona lo consideran milenario. Este tejo fue declarado monumento natural el 13 de marzo de 2003 por lo que está protegido e incluido en el plan de recursos naturales de Asturias .
El tronco estaba dañado por la mitad a causa de la penetración de las raíces de un acebo. El 23 de enero de 2009, el viento lo partió y derribó medio árbol lo que descompensó el peso de las ramas, por lo que la Consejería de Medio Ambiente, Ordenación del Territorio e Infraestructuras anunció que intervendría para sanear y anclar el árbol.